# Landsjön
För andra betydelser, se Landsjön (olika betydelser).
Landsjön är en bad- fiske- och fågelsjö vid Kaxholmen i Skärstads kommundel av Jönköpings kommun och län och ingår i Motala ströms huvudavrinningsområde. Den är belägen mellan Vättern och gamla rikshuvudväg 1 mot Gränna. Landsjön ingår i Vätterns vattensystem, Edeskvarnaåns delnederbördsområde och är belägen cirka 8 km norr om Huskvarna. Höjden över havet är 145,5 meter, det vill säga cirka 56 m över Vätterns yta och med en åsträcka på 1 km till Vättern. Landsjön är en eutrof slättsjö med en areal på 5,28 km² och ett största djup på 11 m. Sjön är sänkt vid två tillfällen 1,2 m 1786 och 1,5 m 1857.

## Natur
Stränderna är mestadels sandiga med inslag av organogena bottnar. Vegetationen består av riklig övervattensvegetation med vassar runt större delen av sjön, flytbladsväxter samt ett relativt stort antal arter av långskottsväxter. Sjön omges mestadels av hagmarker och högländ skog. Närmast stranden finns en bård av björkskog. Tillrinningsområdet är 48,2 km² stort och består av en stor andel odlad mark samt löv- och barrskog. Vandringshinder finns vid sjöns utlopp. Sjöns utloppså heter Edeskvarnaån men har även kallats för Hanaforsån.

## Delavrinningsområde
Landsjön ingår i delavrinningsområde (641710-141213) som SMHI kallar för Utloppet av Landsjön. Delavrinningsområdets medelhöjd är 205 meter över havet och ytan är 23,56 kvadratkilometer. Det finns ett delavrinningsområde uppströms, och räknas det in blir den ackumulerade arean 53,14 kvadratkilometer. Vattendraget som avvattnar delavrinningsområdets har biflödesordning 2, vilket innebär vattnet flödar genom totalt 2 vattendrag innan det når havet efter 209 kilometer. Delavrinningsområdet består mestadels av skog (31 procent) och jordbruk (33 procent). Avrinningsområdet har 5,07 kvadratkilometer vattenytor vilket ger avrinningsområdet en sjöprocent på 21,5 procent. Bebyggelsen i området täcker en yta av 1,08 kvadratkilometer eller 5 procent av avrinningsområdet.

### Djur- och växtliv
Sjön har en mycket hög biologisk funktion och innehar höga raritetsvärden. Bland häckande sjöfågel märks bland annat trast- och gräshoppssångare, vattenrall, brun kärrhök, dubbelbeckasin, dvärgbeckasin, pungmes, rörhöna, skäggmes och lärkfalk. Tidigare har även årta, skedand och brunand häckat. Sjön har betydelse som rastlokal för bland andra änder och vadare. Blåsäv, höstlånke, axslinga, hornsärv, korsslamkrypa, borstnate, krusnate, jättestarr, slamkrypa, stor andmat och hårsärv växer i sjön. Tidigare har även havssäv påträffats. Förekommande fiskarter är ål, gädda, sutare, ruda, braxen, mört, lake, gers, abborre och gös. Glacialrelikten taggmärlan, Pallaseopsis quadrispinosa, har tidigare funnits i sjön men inte påträffats under senare år. Den biologiska mångformigheten får anses som hög, främst beroende på artrik fisk- och sjöfågelfauna, den stora sjöytan, en stor variation hos stränderna samt en mångformig strand- och vattenvegetation. Sjön är utpekad som regionalt särskilt värdefullt vatten (natur) och regionalt värdefullt vatten (fiske).

## Fisk
Vid provfiske har följande fisk fångats i sjön:
- Abborre
- Gärs
- Gädda
- Gös
- Mört
- Ruda

## Rekreation
Gripenbergsbanan hade en station här intill nedläggningen 1935 och Landsjön var ett omtyckt utflyktsmål för Huskvarnaborna, som också gärna byggde sina sommarstugor i området.[källa behövs]